# Temporada 2009-2010 de la UE Figueres
La tercera temporada de la Unió després de la refundació del club i després del segon ascens de categoria també va ser un èxit: al grup 1 de la Primera Regional (actualment Segona Catalana) l'equip quedà campió de la categoria, amb un total de 22 victòries, 4 empats i 6 derrotes, i amb un balanç de 63 gols a favor i 25 en contra, i encadenà el tercer ascens consecutiu, en aquest cas a la Regional Preferent (actualment Primera Catalana).

## Fets destacats
2009
- 13 de setembre: el Figueres comença la lliga al camp del Ripoll CF, amb una victòria per 1 a 2.

2010
- 9 de maig: el Figueres aconsegueix l'ascens matemàtic a Regional Preferent a 3 jornades pel final de lliga, després de guanyar a Vilatenim el CEF Bosc de Tosca per 3 a 0.[4][5]

## Plantilla
| Núm. | Pos. |           | Jugador                      | Procedència              | Temporada |
| ---- | ---- | --------- | ---------------------------- | ------------------------ | --------- |
|      | POR  | Catalunya | Xavier Gallego (Gallego)     | FE Figueres              | 2008-2009 |
|      | POR  | Catalunya | Sergio Rodríguez (Rodríguez) | FEA Bisbalenc            | 2009-2010 |
|      | DEF  | Catalunya | Joaquín Marín (Marín)        | AE Roses                 | 2007-2008 |
|      | DEF  | Catalunya | Eduard Bolasell (Bolasell)   | AE Roses                 | 2008-2009 |
|      | DEF  | Catalunya | Joel Colomer (Colomer)       | AD Guíxols               | 2008-2009 |
|      | DEF  | Catalunya | David Luque (Luque)          | FE Figueres              | 2008-2009 |
|      | DEF  | Catalunya | Jordi Alforcea (Alforcea)    | CF Peralada              | 2009-2010 |
|      | DEF  | Catalunya | Héctor Garcia (Garcia)       | juvenil                  | 2009-2010 |
|      | DEF  | Catalunya | Carles Panareda (Panareda)   | juvenil                  | 2009-2010 |
|      | DEF  | Catalunya | Andreu Salazar (Salazar)     | juvenil                  | 2009-2010 |
|      | DEF  | Catalunya | David Garcia (Dídac)         | FE Figueres              | 2007-2008 |
|      | MIG  | Catalunya | Marc Gasull (Gasull)         | FC L'Escala              | 2007-2008 |
|      | MIG  | Catalunya | Albert Ramos (Ramos)         | Vilajuïga CF             | 2007-2008 |
|      | MIG  | Catalunya | Marc Arranz (Arranz)         | CF Esplais               | 2009-2010 |
|      | MIG  | Catalunya | Sergio Casanova (Casanova)   | Vilajuïga CF             | 2009-2010 |
|      | DAV  | Catalunya | José Cano (Cano)             | CF Empuriabrava Castelló | 2008-2009 |
|      | DAV  | Catalunya | Jordi Cruz (Cruz)            | FE Figueres              | 2008-2009 |
|      | DAV  | Catalunya | Sergi Arranz (Arranz)        | FC Vilamalla             | 2009-2010 |
|      | DAV  | Argentina | Enzo Daniel Beneju (Beneju)  | FC Vilamalla             | 2009-2010 |
|      | DAV  | Catalunya | Robert Cornfield (Cornfield) | CE Sant Hilari           | 2009-2010 |
|      | DAV  | Catalunya | Abraham Huguet (Huguet)      | CF Base Roses            | 2009-2010 |
|      | DAV  | Andalusia | Jairo Jiménez (Jiménez)      | juvenil                  | 2009-2010 |
|      | DAV  | Catalunya | Christian Mora (Mora)        | UE Llagostera            | 2009-2010 |
|      | DAV  | Catalunya | Lluís Serrano (Serrano)      | FEA Bisbalenc            | 2009-2010 |

Llegenda:  ·   Capità  ·   Juvenil  ·   Lesionat  ·   Altes  ·   Passaport europeu  ·   Extracomunitari  ·   Extracomunitari sense restricció
| Baixes                | Destinació |
| Cipriano Fernández    |            |
| Pol Fernández         |            |
| Josep Maria Monturiol |            |
| Jordi Masquef         |            |
| Marcos Cabezos        |            |
| Daniel Falguera       |            |
| Adam Fontes           |            |
| Enric Giménez         |            |
| Jordi Torrent         |            |
| Roger Costejà         |            |
| Jordi Carrillo        |            |
| Rubén Sánchez         |            |

## Resultats
| Primera Regional-Grup 1 |

| 13 setembre 2009 | CF Ripoll | 1 – 2 | UE Figueres | Ripoll                     |  |
| Jornada 1        |           |       |             | Camp de futbol municipal · |  |

| 20 setembre 2009 | UE Figueres | 4 – 1 | FC L'Escala | Figueres                 |  |
| Jornada 2        |             |       |             | Municipal de Vilatenim · |  |

| 27 setembre 2009 | CF Lloret | 0 – 1 | UE Figueres | Lloret de Mar              |  |
| Jornada 3        |           |       |             | Camp de futbol municipal · |  |

| 4 octubre 2009 | UE Figueres | 8 – 1 | UE Caldes | Figueres                 |  |
| Jornada 4      |             |       |           | Municipal de Vilatenim · |  |

| 11 octubre 2009 | CF Begur | 2 – 1 | UE Figueres | Begur                      |  |
| Jornada 5       |          |       |             | Camp de futbol municipal · |  |

| 18 octubre 2009 | CF Tordera | 2 – 1 | UE Figueres | Tordera                    |  |
| Jornada 6       |            |       |             | Camp de futbol municipal · |  |

| 25 octubre 2009 | UE Figueres | 2 – 0 | FC Vilamalla | Figueres                 |  |
| Jornada 7       |             |       |              | Municipal de Vilatenim · |  |

| 1 novembre 2009 | UE Camprodon | 1 – 2 | UE Figueres | Camprodon                  |  |
| Jornada 8       |              |       |             | Camp de futbol municipal · |  |

| 8 novembre 2009 | UE Figueres | 1 – 0 | CF Salt | Figueres                 |  |
| Jornada 9       |             |       |         | Municipal de Vilatenim · |  |

| 15 novembre 2009 | EF Garrotxa | Equip retirat | UE Figueres | Olot                         |  |
| Jornada 10       |             |               |             | Camp de futbol Mas Brugats · |  |

| 22 novembre 2009 | UE Figueres | 4 – 0 | Amer CF | Figueres                 |  |
| Jornada 11       |             |       |         | Municipal de Vilatenim · |  |

| 29 novembre 2009 | AE Roses | 0 – 0 | UE Figueres | Roses                          |  |
| Jornada 12       |          |       |             | Camp municipal del Mas Oliva · |  |

| 6 desembre 2009 | UE Figueres | 0 – 0 | AE Tossa Sport | Figueres                 |  |
| Jornada 13      |             |       |                | Municipal de Vilatenim · |  |

| 13 desembre 2009 | CEF Bosc de Tosca | 0 – 3 | UE Figueres | Les Preses                 |  |
| Jornada 14       |                   |       |             | Camp de futbol municipal · |  |

| 20 desembre 2009 | UE Figueres | 0 – 0 | FEA Bisbalenc | Figueres                 |  |
| Jornada 15       |             |       |               | Municipal de Vilatenim · |  |

| 10 gener 2010 | CE Abadessenc | 0 – 2 | UE Figueres | Sant Joan de les Abadesses |  |
| Jornada 16    |               |       |             | Camp de futbol municipal · |  |

| 17 gener 2010 | UE Figueres | 2 – 0 | CD Bescanó | Figueres                 |  |
| Jornada 17    |             |       |            | Municipal de Vilatenim · |  |

| 24 gener 2010 | UE Figueres | 1 – 0 | CF Ripoll | Figueres                 |  |
| Jornada 18    |             |       |           | Municipal de Vilatenim · |  |

| 31 gener 2010 | FC L'Escala | 0 – 2 | UE Figueres | L'Escala                   |  |
| Jornada 19    |             |       |             | Camp de futbol municipal · |  |

| 7 febrer 2010 | UE Figueres | 1 – 1 | CF Lloret | Figueres                 |  |
| Jornada 20    |             |       |           | Municipal de Vilatenim · |  |

| 21 febrer 2010 | UE Caldes | 2 – 0 | UE Figueres | Caldes de Malavella        |  |
| Jornada 21     |           |       |             | Camp de futbol municipal · |  |

| 28 febrer 2010 | UE Figueres | 2 – 1 | CF Begur | Figueres                 |  |
| Jornada 22     |             |       |          | Municipal de Vilatenim · |  |

| 7 març 2010 | UE Figueres | 3 – 1 | CF Tordera | Figueres                 |  |
| Jornada 23  |             |       |            | Municipal de Vilatenim · |  |

| 14 març 2010 | FC Vilamalla | 2 – 0 | UE Figueres | Vilamalla                  |  |
| Jornada 24   |              |       |             | Camp de futbol municipal · |  |

| 21 març 2010 | UE Figueres | 2 – 1 | UE Camprodon | Figueres                 |  |
| Jornada 25   |             |       |              | Municipal de Vilatenim · |  |

| 28 març 2010 | CF Salt | 2 – 5 | UE Figueres | Salt                       |  |
| Jornada 26   |         |       |             | Camp de futbol municipal · |  |

| 11 abril 2010 | UE Figueres | Equip retirat | EF Garrotxa | Figueres                 |  |
| Jornada 27    |             |               |             | Municipal de Vilatenim · |  |

| 18 abril 2010 | Amer CF | 0 – 2 | UE Figueres | Amer                       |  |
| Jornada 28    |         |       |             | Camp de futbol municipal · |  |

| 25 abril 2010 | UE Figueres | 3 – 2 | AE Roses | Figueres                 |  |
| Jornada 29    |             |       |          | Municipal de Vilatenim · |  |

| 2 maig 2009 | AE Tossa Sport | 1 – 0 | UE Figueres | Tossa de Mar               |  |
| Jornada 30  |                |       |             | Camp de futbol municipal · |  |

| 9 maig 2010 | UE Figueres | 3 – 0 | CEF Bosc de Tosca | Figueres                 |  |
| Jornada 31  |             |       |                   | Municipal de Vilatenim · |  |

| 16 maig 2010 | FEA Bisbalenc | 1 – 2 | UE Figueres | La Bisbal d'Empordà        |  |
| Jornada 32   |               |       |             | Camp de futbol municipal · |  |

| 23 maig 2010 | UE Figueres | 3 – 1 | CE Abadessenc | Figueres                 |  |
| Jornada 33   |             |       |               | Municipal de Vilatenim · |  |

| 30 maig 2010 | CD Bescanó | 2 – 1 | UE Figueres | Bescanó                    |  |
| Jornada 34   |            |       |             | Camp de futbol municipal · |  |

## Classificació
| Pos. | Equip             | J  | G  | E  | P  | GF | GC | DG  | pts. |
| --- | ----------------- | -- | -- | -- | -- | -- | -- | --- | ---- |
| 1r | UE Figueres       | 32 | 22 | 4  | 6  | 63 | 25 | +38 | 70   |
| 2n | UE Camprodon      | 32 | 19 | 4  | 9  | 56 | 35 | +21 | 61   |
| 3r | CF Lloret         | 32 | 18 | 6  | 8  | 57 | 32 | +25 | 60   |
| 4t | FC L'Escala       | 32 | 16 | 7  | 9  | 59 | 39 | +20 | 55   |
| 5è | CF Ripoll         | 32 | 14 | 5  | 13 | 50 | 44 | +6  | 47   |
| 6è | AE Tossa Sport    | 32 | 10 | 16 | 6  | 50 | 47 | +3  | 46   |
| 7è | FC Vilamalla      | 32 | 11 | 11 | 10 | 46 | 43 | +3  | 44   |
| 8è | CEF Bosc de Tosca | 32 | 12 | 8  | 12 | 46 | 56 | -10 | 44   |
| 9è | Amer CF           | 32 | 12 | 7  | 13 | 49 | 47 | +2  | 43   |
| 10è | CE Abadessenc     | 32 | 11 | 9  | 12 | 50 | 48 | +2  | 42   |
| 11è | FEA Bisbalenc     | 32 | 10 | 10 | 12 | 44 | 54 | -10 | 40   |
| 12è | CD Bescanó        | 32 | 10 | 9  | 13 | 41 | 46 | -5  | 39   |
| 13è | CF Tordera        | 32 | 10 | 8  | 14 | 51 | 50 | +1  | 38   |
| 14è | UE Caldes         | 32 | 9  | 10 | 13 | 37 | 57 | -20 | 37   |
| 15è | CF Begur          | 32 | 8  | 9  | 15 | 32 | 57 | -25 | 33   |
| 16è | AE Roses          | 32 | 5  | 9  | 18 | 27 | 52 | -25 | 24   |
| 17è | CF Salt           | 32 | 5  | 8  | 19 | 35 | 61 | -26 | 23   |
| 18è | EF Garrotxa       | 0  | 0  | 0  | 0  | 0  | 0  | 0   | 0    |
| En verd, els equips que ascendiren a Regional Preferent, en groc, els que disputaren la fase de promoció a Regional Preferent, i en vermell, els que descendiren a Segona Regional. |                   |    |    |    |    |    |    |     |      |